# カリュベー
カリュベー（古希: Καλυβη, Kalybē）は、ギリシア神話の女性である。長音を省略してカリュベとも表記される。主に以下の人物が知られている。
- トローアス地方のニュムペー。トロイアの王ラーオメドーンとの間にブーコリオーンを生んだ[1][2]。
- ディオニューソス神のインド遠征に従った女性の1人[3]。